# Crack Bluff
Il Crack Bluff (in lingua inglese: falesia della frattura) è una falesia rocciosa antartica, situata 15 km a sudest del Kutschin Peak, sul fianco occidentale del Nilsen Plateau, nei Monti della Regina Maud, in Antartide. La falesia si innalza fino 2.810 m ed ha un'estesa area di roccia esposta e libera dal ghiaccio.  
La denominazione è stata proposta da Edmund Stump, membro del gruppo dell'Ohio State University che partecipava all'United States Antarctic Research Program (USARP) che il 27 dicembre 1970 aveva redatto la mappatura geologica della falesia. La denominazione è relativa alla peculiare frattura geologica suborizzontale presente sulla ripida parete di sudovest e che contiene frammenti esposti di breccia.